# Pleugueneuc
Pleugueneuc (en bretó Plegeneg, en gal·ló Ploegenoec) és un municipi francès, situat a la regió de Bretanya, al departament d'Ille i Vilaine. L'any 2006 tenia 1.537 habitants. Limita amb els municipis de Saint-Pierre-de-Plesguen i Meillac al nord, La Chapelle-aux-Filtzméens a l'est, Saint-Domineuc i Trévérien al sud i Plesder a l'oest.

## Demografia
| Evolució de la població Cassini i INSEE, |      |      |      |      |      |      |      |      |
| 1793                                     | 1800 | 1806 | 1821 | 1831 | 1836 | 1841 | 1846 | 1851 |
| 1360                                     | 1398 | 1418 | 1453 | 1693 | 1563 | 1589 | 1669 | 1676 |

| 1856 | 1861 | 1866 | 1872 | 1876 | 1881 | 1886 | 1891 | 1896 |
| ---- | ---- | ---- | ---- | ---- | ---- | ---- | ---- | ---- |
| -    | 1843 | 1915 | 1941 | 2000 | 2074 | 2020 | 1991 | 1937 |

| 1901 | 1906 | 1911 | 1921 | 1926 | 1931 | 1936 | 1946 | 1954 |
| ---- | ---- | ---- | ---- | ---- | ---- | ---- | ---- | ---- |
| 1859 | 1882 | 1938 | 1699 | 1678 | 1649 | 1523 | 1485 | 1421 |

| 1962 | 1968 | 1975 | 1982 | 1990 | 1999 | 2006 | 2011 | 2016 |
| ---- | ---- | ---- | ---- | ---- | ---- | ---- | ---- | ---- |
| 1099 | 1232 | 1151 | 1103 | 1132 | 1283 | 1537 | -    | -    |

| 2019 | - | - | - | - | - | - | - | - |
| ---- | - | - | - | - | - | - | - | - |
| -    | - | - | - | - | - | - | - | - |

## Administració
| Període | Identitat       | Partit |
| ------- | --------------- | ------ |
| 2001-   | André Blanchard |        |